# Чарков
Чарков  — аал в Усть-Абаканском районе Хакасии, в 110 км от райцентра — пгт Усть-Абакан. Расстояние до ближайшей ж.-д. ст. 5 км. Расположен у входа реки Уйбат в степную часть Минусинской котловины.
Число хозяйств — 445, население — на 01.01.2004 – 1437 чел.; по итогам Всероссийской переписи населения 2010 г. уменьшилось до 1354 чел., в т.ч. русские, хакасы, немцы, мордва, чуваши, украинцы, татары и др.
Основан в начале XVIII века (точные данные отсутствуют). В аале родился и вырос Герой Советского Союза М.Е. Доможаков.
Основное направление хозяйства — овцеводство. В 1955 организован совхоз «Степной». В 1992 преобразован в акционерное общество закрытого типа «Степное». В 2002 на его базе создан с.-х. производственный кооператив «Степной».
Имеются средняя общеобразовательная школа, библиотека, памятник воинам-землякам, погибшим в годы Великой Отечественной войны. Вблизи аала находится холм Мессершмидта, названный по фамилии одного из исследователей Хакасии XVIII века.

## Население
| 2002 | 2010  |
| ---- | ----- |
| 1426 | ↘1129 |